# Coris aurilineata
Coris aurilineata là một loài cá biển thuộc chi Coris trong họ Cá bàng chài. Loài này được mô tả lần đầu tiên vào năm 1982.

## Từ nguyên
Từ định danh của loài này được ghép bởi hai từ trong tiếng Latinh: aureus ("ánh vàng kim") và lineatus ("có sọc"), hàm ý đề cập đến các sọc ngang màu vàng cam trên cơ thể của chúng.

## Phạm vi phân bố và môi trường sống
C. aurilineata được ghi nhận dọc theo bờ đông Úc, từ quần đảo Whitsunday (bang Queensland) trải dài về phía nam đến vịnh Jervis (bang New South Wales) và ngoài khơi Nouvelle-Calédonie. Loài này cũng được biết đến tại cù lao Chàm (Hội An, Việt Nam).
C. aurilineata sống trên nền đáy cát và đá vụn và có sự phát triển của tảo, độ sâu khoảng từ 3 đến ít nhất là 10 m.

## Mô tả
C. aurilineata có chiều dài cơ thể tối đa được biết đến là 14 cm. Cá cái và cá đực có các dải sọc ngang màu vàng cam và xanh lục lam; sọc xanh của cá đực sẫm hơn. Cá đực có thêm các vạch sọc màu xanh lục mờ ở hai bên thân. Đốm đen viền xanh lam trên vây lưng và cuống đuôi xuất hiện ở cá cái; đốm trên vây lưng không có ở cá đực.
Số gai ở vây lưng: 9; Số tia vây ở vây lưng: 12; Số gai ở vây hậu môn: 12; Số tia vây ở vây hậu môn: 9; Số tia vây ở vây ngực: 14.

## Sinh thái học
Thức ăn của C. aurilineata có thể là các loài động vật giáp xác, động vật thân mềm và chân bụng. Loài này thường sống thành từng nhóm nhỏ. C. aurilineata đôi khi được đánh bắt trong ngành buôn bán cá cảnh.